# Церква Димитрія Ростовського (Сальськ)
 Церква Димитрія Ростовського (Сальськ) (рос. Церковь Димитрия Ростовского) — храм у місті Сальськ, Ростовська область. Відноситься до Волгодонської єпархії Донської митрополії Московського патріархату.
Побудований у 2010 році. Розташовується за адресою вул. Кримського, 25А.

## Історія
У 2006 році керівництвом єпархії було прийнято рішення про початок будівництва нового храму в Сальське на вулиці Кримській. Будівництво стало можливим завдяки пожертвам місцевих жителів, які разом зібрали близько 40 млн рублів.
Храм був закладений у тому ж році 7-го липня архієпископ Ростовський і Новочеркаський Пантелеїмон відслужив молебень на місці будівництва, а в його основу був закладений перший камінь. Перше богослужіння у недобудованому храмі було проведено 21 вересня 2008 року на свято Різдва Пресвятої Богородиці. У червні 2009 року на Храмі були встановлені куполи.
Останні основні роботи по зведенню храму було завершено в 2010 році: на Великдень було встановлено та освячено 9 куполів, а влітку були завершені внутрішні опоряджувальні та оздоблювальні роботи, були облаштовано трапезна і недільна школа, бібліотека.
7 листопада 2010 року побудований Храм був освячений архієпископом Ростовським і Новочеркаським Пантелеймоном.
Храм в ім'я Святителя Димитрія Ростовського став першим, зведеним у місті Сальськ з середини XIX століття.